# フランスのスポーツ
フランスのスポーツでは、フランスにおけるスポーツ事情について記述する。

## オリンピック
フランスは、未来の大会も含めて7回（夏季3回、冬季4回）のオリンピックの開催国である。
- 1900年夏季オリンピック（パリ1900）
- 1924年冬季オリンピック（シャモニー1924）
- 1924年夏季オリンピック（パリ1924）
- 1968年冬季オリンピック（グルノーブル1968）
- 1992年冬季オリンピック（アルベールビル1992）
- 2024年夏季オリンピック（パリ2024）
- 2030年冬季オリンピック（フランスアルプス2030）

## 団体競技

### サッカー

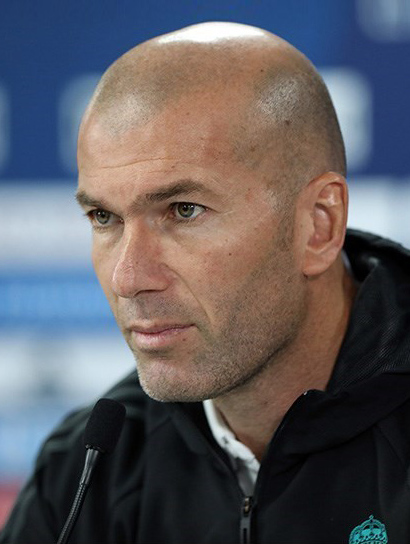
ジネディーヌ・ジダン

フランスはサッカー（仏: Le foot）では世界屈指の強豪国として知られており、サッカーフランス代表はFIFAワールドカップでは優勝2回（1998年・2018年）、準優勝2回（2006年・2022年）を誇る。UEFA欧州選手権でも優勝2回（1984年・2000年）、準優勝1回（2016年）の成績を収めている。さらにFIFAコンフェデレーションズカップでは、2001年大会と2003年大会で連覇を達成している。また、UEFAネーションズリーグでも2020-21シーズンに優勝を果たした。
1932年に創設された国内リーグのリーグ・アンは、プレミアリーグ（イングランド）、ラ・リーガ（スペイン）、セリエA（イタリア）、ブンデスリーガ（ドイツ）とともにヨーロッパ5大リーグを形成しているが、4リーグに次ぐレベルである。リーグには、パリ・サンジェルマンFCやオリンピック・マルセイユ、オリンピック・リヨンなどの強豪クラブが所属している他、隣国のモナコから参戦しているASモナコも強豪クラブの一つに数えられている。
UEFAチャンピオンズリーグでは、マルセイユが1992-93シーズンに、パリ・サンジェルマンが2024-25シーズンに優勝を果たしている。
バロンドールを受賞したフランス人選手は歴代で5人存在し、レイモン・コパ、ミシェル・プラティニ、ジャン＝ピエール・パパン、ジネディーヌ・ジダン、カリム・ベンゼマである。また、世界的に有名な選手としてキリアン・エムバペがいる。

### バスケットボール

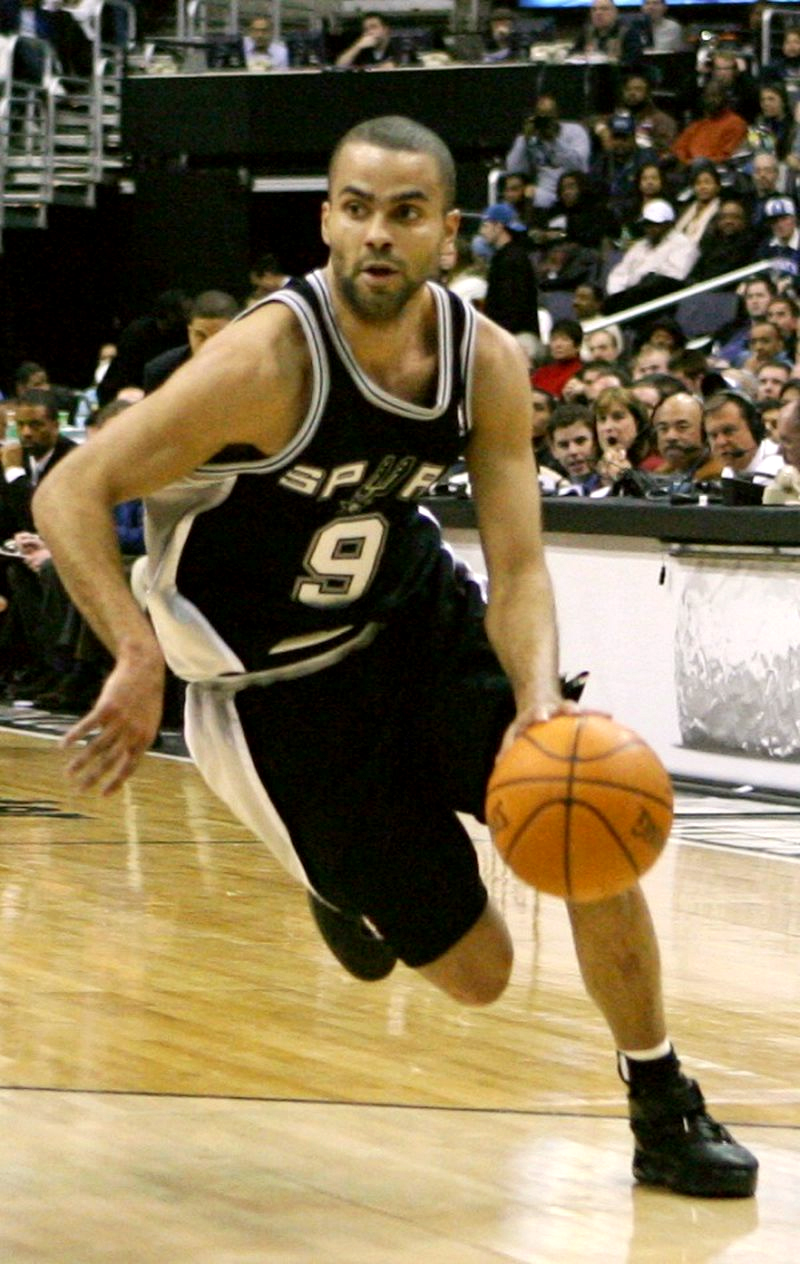
トニー・パーカー

近年では数多くのNBA選手を輩出しており、中でもNBA史上初の外国人選手のファイナルMVP受賞者となったトニー・パーカーが有名である。国内には、LNBと呼ばれるプロバスケットボールリーグがある。リーグ自体のレベルはスペインリーグやギリシャリーグよりは落ちると言われているが、国立体育・スポーツ研究センターの存在により選手個々の育成レベルは非常に高く、数多くのNBA選手（トニー・パーカー、ボリス・ディアウ、ミカエル・ピートラス、ニコラス・バトゥム、ロニー・トゥリアフ、ヨハン・ペトロ、アレクシス・アジンサ、ヤクーバ・ディアワラ、イアン・マヒンミ、ロドリグ・ボーボワ）を輩出している。
代表はこれまでにオリンピック出場6回、世界選手権出場5回を誇る。2000年シドニー五輪では2度目の銀メダルを獲得。決勝戦で「ドリームチームⅣ」と呼ばれたアメリカ代表を後一歩の所まで追い詰め、それまでの「アメリカ圧勝」の図式を崩した。この苦戦を機に、「ドリームチーム」という名前は使用されなくなった。バスケットボール欧州選手権（通称『ユーロバスケット』）では、過去銀メダル1個、銅メダル5個を獲得している。近年では2005年に銅メダルを獲得した。ただ、代表チームの課題はNBA選手が多い為、オフシーズンの代表招集に主力が全員揃わない傾向にある。代表チームのニックネームは「Les Bleus」である。

### ラグビーユニオン
ラグビーユニオン（仏: rugby à 15）は、1870年代初頭にイギリス人外交官によって初めてフランスに導入された。全国的にはサッカーの方が人気があるのに対して、ラグビーユニオンは国の南部、特にトゥールーズ周辺、フランス領バスク、カタロニアでは優勢である。登録選手数という点ではフランスのチームスポーツで第7位であり、2014年の登録選手数は360,847人だった。フランスには1,737のクラブがあり、登録選手数の数は近年著しく増加している（2000年の登録選手数は約26万人）。競技人口ではサッカーやテニスに及ばないが、球技スポーツの人気においてはサッカーに次ぎ、南部においてはサッカーをも凌ぐと言われている。
プロリーグフランス選手権トップ14のスタッド・トゥールーザンとスタッド・フランセの試合はフランスのプロスポーツにおいてもっとも観客を集める試合の一つとなっている。ナショナルチームはワールドラグビーのティア1（歴史的な強豪10カ国）である。毎年2月から行われる国別対抗戦シックス・ネイションズはその長い歴史の中でフランスにおける年間のスポーツカレンダーに定着しており、国民的イベントの1つになっている。シックス・ネイションズでは前身大会も含めこれまで16回の優勝を果たしている。2010年のシックス・ネイションズではフランス代表は全勝優勝（グランドスラム）を果たし、優勝を決したイングランド戦ではスタッド・ドゥ・フランスの最多観客動員記録を更新した。

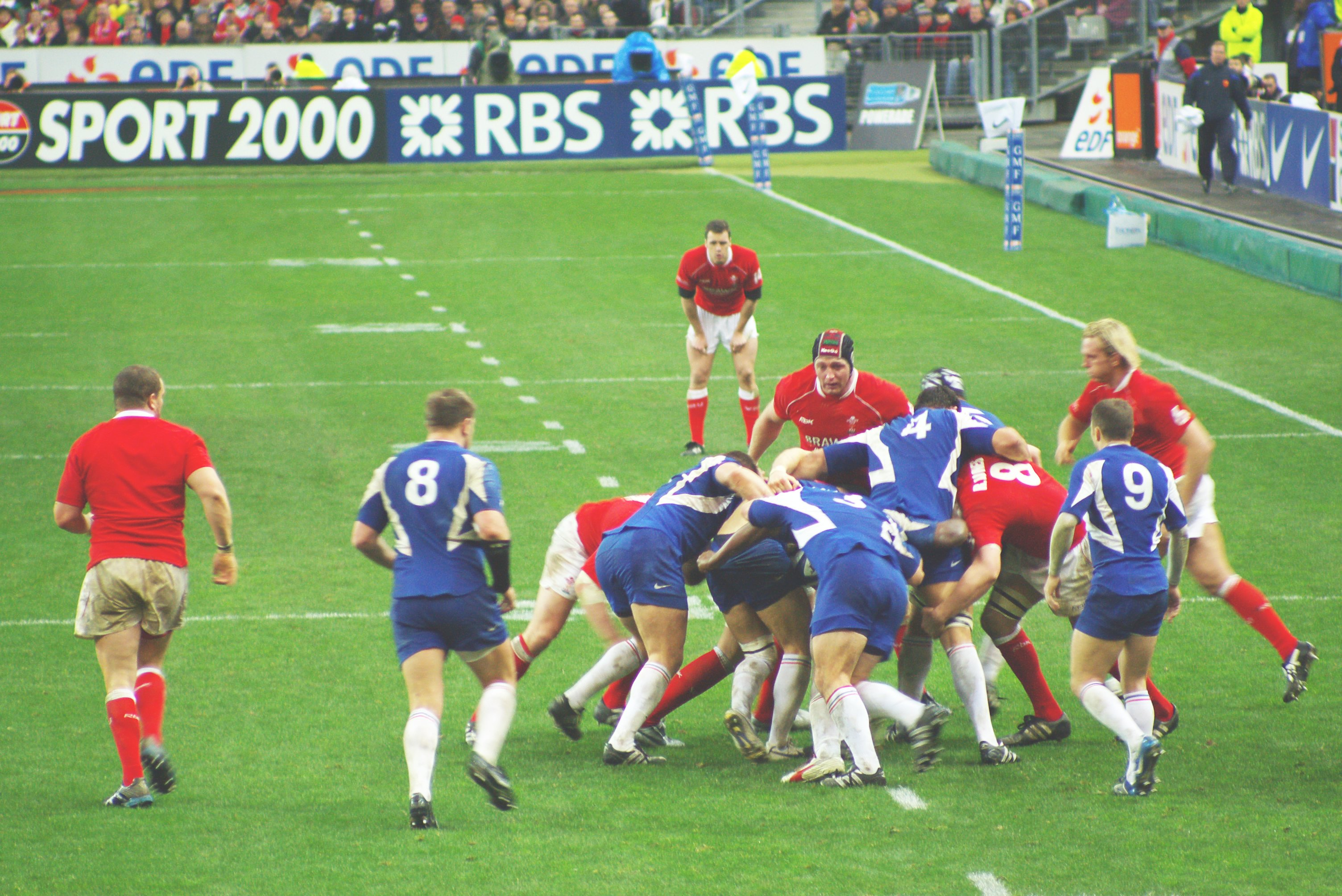
シックス・ネイションズでウェールズと対戦するフランス

ワールドカップは第1回から全大会に出場しており、2007年には開催国にもなっているが、優勝は未だなく最高位は2度の準優勝である。グランゼコールを卒業した選手や引退後はジャン・ピエール・リーヴのように彫刻家に転身したり、ベルナール・ラポルテのようにサルコジ政権でスポーツ相を務めたり、他分野で活躍する元選手も多い。現役でありながら全国紙ル・モンドに連載寄稿する選手（シルヴァン・マルコネ）もおり、イギリス同様にフランスでもラグビー選手は一種の社会的ステータスになっている。代表選手の構成は、サッカーやバスケットボールに比べるとヨーロッパ系選手の割合が目立つが近年はスペイン系、イタリア系、オランダ系、ポーランド系、ベトナム系などサッカー同様に非常に多彩な顔ぶれになっている。中でも有名なのがセバスチャン・シャバルで、シャバルもプレー以上にそのカリスマ的な風貌によって国民的な人気を有する選手でもある。
フランスのトップクラブは国内クラブ競技会であるトップ14に参加する。クラブは、ノックアウト方式のヨーロピアンラグビーチャンピオンズカップとヨーロピアンラグビーチャレンジカップにも参加する。2010年、スタッド・ドゥ・フランスで開催されたトゥールーズ対ビアリッツのハイネケンカップ全仏決勝はフランス2で320万人の視聴者を集めた。2011年、トップ14の決勝はフランス2とCanal+で440万人の視聴者を集め、ニュージーランドとフランスとの間で争われたワールドカップ決勝戦はTF1で1,540万人の視聴者を集めた。

### ラグビーリーグ
ラグビーリーグ（仏: rugby à treize）は1930年代からフランスでプレーされており、ラグビーユニオンと同様に南部で最も人気がある。フランス代表がワールドカップで決勝に進出し、テストシリーズでオーストラリア、グレートブリテン、ニュージーランドを破った1950年代と1960年代に人気は最高潮に達した。フランスを本拠地とするチームであるカタラン・ドラゴンズが英国を中心とするスーパーリーグに参加しており、これがラグビーリーグの注目度の押し上げを助け、選手数の増加をもたらしている。

### ハンドボール
フランスはハンドボールの強豪国として知られており、世界ハンドボール選手権ではハンドボールフランス代表は歴代最多6度の優勝を誇っている。

### その他の競技
フランスでは古くからバレーボールが盛んで、特に男子代表は2021年の東京オリンピックで初となる金メダルを獲得している。また、ペタンク（pétanque）はフランス発祥の球技であり、名称は南フランスのプロヴァンスの方言「ピエ・タンケ（両足を揃えて）」に由来する。スポールブールやプロヴァンサルゲームをベースに、1907年に考案されたとされている。

## 個人競技

### 自転車競技

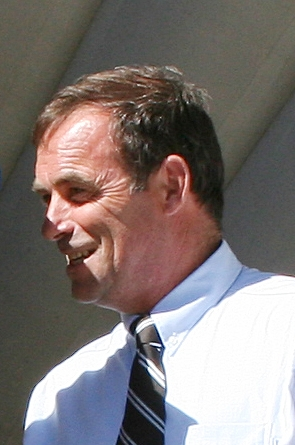
ベルナール・イノー

フランスは、現存する記録では世界最古の自転車レースが行なわれた国である（1862年、サン・クルーでの1200m競走）。1869年に行なわれたパリ〜ルーアンは、ロードレース最古のレースと言われている。この2つの事実により、自転車競技発祥の地という見方もできる。加えてロードレースでは、1891年にボルドー〜パリとパリ～ブレスト～パリ、1896年にパリ〜ルーベ、1903年にツール・ド・フランスを、トラックレースでは、1894年にグランプリ・ド・パリといった国際レースを誕生させ、黎明期から今日に至るまで、世界の自転車競技界を牽引する役割を果たしている。とりわけツール・ド・フランスは世界的な人気を博し、夏季オリンピック、FIFAワールドカップと並ぶ世界的スポーツ大会と称する人も少なくない。
著名な自転車選手も枚挙に暇がないが、ツール・ド・フランスで5回の総合優勝を果たしたジャック・アンクティルとベルナール・イノーのふたりは、特にフランスを代表する自転車選手として世界的に有名である。また、49歳10ヶ月の年齢で出場した北京オリンピックで4位入賞を果たし、今なお現役を続ける女子のジャニー・ロンゴも同様に当国の代表的選手である。トラックレースでは、ポール・マソン、ダニエル・モレロン、アルノー・トゥルナン、女子のフェリシア・バランジェが有名である。マウンテンバイクでは、ジュリアン・アプサロンや女子のアンヌ＝カロリーヌ・ショソン（初代女子BMXオリンピック金メダリスト）が著名な選手として挙げられる。

### モータースポーツ
フランスではモータースポーツも盛んで、世界三大レースの一つとして知られるル・マン24時間レースや、F1フランスグランプリなど、国内では数多くのレースが開催される。国際自動車連盟（FIA）の本部も現在パリ市内のコンコルド広場に置かれている。レーシングドライバーとしては、フランス人として初のF1ワールドチャンピオンとなったアラン・プロストが特に有名である。プロストの他にもフランソワ・セベール、ルネ・アルヌー、ジャン・アレジ、オリビエ・パニス、エリック・コマスなど過去に多数のF1ドライバーを輩出している。
ラリーの世界でも、世界ラリー選手権（WRC）で5年連続シリーズチャンピオンを獲得し、現在WRC最多勝記録を持つセバスチャン・ローブを初めとして、同じくWRCチャンピオン経験者のディディエ・オリオール、ダカール・ラリー優勝経験のあるステファン・ペテランセルやリュック・アルファン、ダカール・ラリーに加えスポーツカー世界選手権（SWC）でも活躍したジャン＝ルイ・シュレッサーなど、有名ドライバーは枚挙に暇がない。

### 競馬
フランスでは競馬も盛んであり、馬券の配当決定方式の一つであるパリミュチュエル方式にも名を残す。毎年10月にパリロンシャン競馬場で開催される凱旋門賞は「ヨーロッパ最強馬を決めるレース」として有名であるほか、GI競走も多数開催される。

### 柔道
フランスでは柔道が盛んであり、ライセンスを持つ指導者の数、生徒数ともに多い。現在フランスにおける柔道の登録競技人口は50万人を超え、日本の登録競技人口でもある20万人をはるかに上回っている。最も有名なのがダビド・ドゥイエとテディ・リネールの二人でともにオリンピックの男子100k超級の金メダリストでもあり、連覇を達成している。

### その他の競技
雪の多いアルプス地方ではウィンタースポーツが伝統的に盛んで、フランスでこれまでに開催された冬季オリンピックは1924年シャモニー・モンブランオリンピック、1968年グルノーブルオリンピック、1992年アルベールビルオリンピックの3大会である。さらに水泳や陸上競技、射撃競技なども人気のスポーツとなっている。